# Osedo
Osedo (llamada oficialmente San Xián de Osedo) es una parroquia y un lugar español del municipio de Sada, en la provincia de La Coruña, Galicia.

## Otro nombre
La parroquia también se denomina San Julián de Osedo.

## Entidades de población
Entidades de población que forman parte de la parroquia:
- Castelo, formado por la unión de las aldeas de:
  - Castelo
  - Casteliño (O Casteliño)
- Fraga (A Fraga)
- El Castro (O Castro)
- Osedo
- Seijeda (Seixeda)
- Xan Amigo
- A Agra das Arcas
- Caño
- O Carballal
- O Carballiño
- O Couto
- As Gateñas
- O Loureiro
- Miñovedro
- As Regas
- O Seixo
- A Senra
- Torrente

## Demografía

### Parroquia
| Gráfica de evolución demográfica de Osedo (parroquia) entre 2000 y 2019 |
|                                                                         |
| Datos según el nomenclátor publicado por el INE.                        |

### Lugar
| Gráfica de evolución demográfica de Osedo (lugar) entre 2000 y 2019 |
|                                                                     |
| Datos según el nomenclátor publicado por el INE.                    |